# سایمون جوزف فریزر، چهاردهمین لرد لوات
سایمون جوزف فریزر، چهاردهمین لرد لوات (انگلیسی: Simon Fraser, 14th Lord Lovat; ۲۵ نوامبر ۱۸۷۱ – ۱۸ فوریهٔ ۱۹۳۳ (۶۱ سال)) نظامی و سیاست‌مدار اهل پادشاهی متحد بریتانیای کبیر و ایرلند بود.